# Поведенческая клоака
«Поведе́нческая клоа́ка» (англ. Behavioral sink) — термин, придуманный этологом Джоном Б. Кэлхуном для обозначения коллапса — поведения определённого типа, которое может возникнуть в результате перенаселённости.
Термин и понятие возникли в результате серии экспериментов по изучению перенаселённости, которые Кэлхун проводил на норвежских крысах с 1958 по 1962 год. В ходе экспериментов Кэлхун и его коллеги создали несколько «крысиных утопий» — замкнутых пространств, в которых крысам давали неограниченный доступ к пище и воде, что обеспечивало беспрепятственный рост колонии. Кэлхун ввел термин «поведенческая клоака» в своем докладе от 1 февраля 1962 года в статье под названием «Плотность населения и социальная патология» в журнале Scientific American об эксперименте на крысах. Позже он проводил аналогичные эксперименты на мышах: с 1968 по 1972 годы.
Работы Кэлхуна используются в качестве модели социального коллапса с животными, а его исследование стало «пробным камнем» в ряде исследований в области городской социологии и психологии в целом.
В исследовании 1962 года Калхун описал поведение животных следующим образом:

Многие [самки крыс] были неспособны перенести беременность до полного срока или пережить роды. Ещё большее число после успешных родов демонстрировали снижение материнских инстинктов. Среди самцов нарушения поведения варьировались от полового отклонения до каннибализма и от неистовой чрезмерной активности до патологической абстиненции, при которой индивиды могли есть, пить и передвигаться, только когда другие члены сообщества спали. Социальная организация животных показала аналогичные нарушения. …
Общий источник этих нарушений стал наиболее очевидным в популяциях нашей первой серии из трех экспериментов, в которых мы наблюдали развитие того, что мы назвали поведенческой клоакой. Животные собирались в наибольшем количестве в одном из четырёх смежных загонов, в которых содержалась колония. В течение периода кормления 60 из 80 крыс в каждой экспериментальной популяции собирались в одной ферме. Отдельные крысы ели редко, кроме как в компании других крыс. В результате в загоне, принятом для кормления, возникла экстремальная плотность населения, в то время как в других оставалась небольшая популяция.
… В экспериментах, в которых развивалась поведенческая клоака, смертность детёнышей достигала 96 процентов среди наиболее дезориентированных групп населения.
Оригинальный текст (англ.)Many [female rats] were unable to carry pregnancy to full term or to survive delivery of their litters if they did. An even greater number, after successfully giving birth, fell short in their maternal functions. Among the males the behavior disturbances ranged from sexual deviation to cannibalism and from frenetic overactivity to a pathological withdrawal from which individuals would emerge to eat, drink and move about only when other members of the community were asleep. The social organization of the animals showed equal disruption. ...

The common source of these disturbances became most dramatically apparent in the populations of our first series of three experiments, in which we observed the development of what we called a behavioral sink. The animals would crowd together in greatest number in one of the four interconnecting pens in which the colony was maintained. As many as 60 of the 80 rats in each experimental population would assemble in one pen during periods of feeding. Individual rats would rarely eat except in the company of other rats. As a result extreme population densities developed in the pen adopted for eating, leaving the others with sparse populations.

... In the experiments in which the behavioral sink developed, infant mortality ran as high as 96 percent among the most disoriented groups in the population.

Кэлхун ушел из Национального института психического здоровья (NIMH) в 1984 году, но продолжал работать, исследуя поведение животных, до своей смерти 7 сентября 1995 года.

## Эксперименты
Ранние эксперименты Кэлхуна с крысами проводились на фермерских землях в Роквилле, штат Мэриленд, начиная с 1947 года.
Когда Калхун работал в NIMH в 1954 году, он начал многочисленные эксперименты с крысами и мышами. Во время своих первых испытаний он помещал от 32 до 56 грызунов в манеж размером 3 на 4 метра в сарае в округе Монтгомери. Он разделил пространство на четыре комнаты. Каждая комната была специально создана для проживания 12 половозрелых коричневых норвежских крыс. Крысы могли перемещаться между комнатами, используя пандусы. Поскольку Калхун предоставил грызунам неограниченные ресурсы в виде воды и еды, а также защиту от хищников, болезней и непогоды, за колониями закрепились названия «крысиная утопия» или «мышиный рай».
После ранних экспериментов с крысами в 1972 году Кэлхун создал «Среду, ингибирующую смертность для мышей». Популяция содержалась в квадратной клетке, в которой одна сторона была чуть больше двух метров. Им также были обеспечены еда и вода независимо от увеличения популяции, что привело эксперимент к пределу, за которым начинались поведенческие аномалии. В самом известном эксперименте Калхуна из серии «Вселенная 25» популяция достигла пика в 2200 мышей, затем животные демонстрировали различные аномальные, часто разрушительные формы поведения. К 600-му дню эксперимента население животных оказалось на грани вымирания.

## Культурное влияние
Статья в Scientific American вышла в 1962 году, как раз в то время, когда перенаселение стало предметом большого общественного интереса и имело значительное культурное влияние. На исследование прямо ссылались в некоторых художественных произведениях и СМИ.
Кэлхун сформулировал большую часть своей работы в антропоморфических терминах таким образом, чтобы сделать свои идеи доступными для непрофессионала. Том Вулф написал о концепции учёного в статье «О, Прогнивший Готэм! Сползание вниз в Поведенческую Клоаку», которая позже будет им включена в последнюю часть сборника The Pump House Gang. Льюис Мамфорд также сослался на работу Кэлхуна в своей книге The City in History:

Немалая часть этого уродливого варварства была вызвана явным физическим застоем: диагноз, теперь частично подтверждённый научными экспериментами над крысами — когда их помещают в столь же перегруженные помещения, они проявляют те же симптомы стресса, отчуждения, враждебности, сексуального извращения, родительской некомпетентности и бешенства, которые мы сейчас наблюдаем в Мегаполисе.
Оригинальный текст (англ.)No small part of this ugly barbarization has been due to sheer physical congestion: a diagnosis now partly confirmed with scientific experiments with rats – for when they are placed in equally congested quarters, they exhibit the same symptoms of stress, alienation, hostility, sexual perversion, parental incompetence, and rabid violence that we now find in the Megalopolis.

Работы Кэлхуна упоминались в комиксах, включая «Бэтмена» и «2000 год нашей эры».
Сам Кэлхун рассматривал судьбу популяции мышей как метафору потенциальной судьбы человечества. Он охарактеризовал социальное расстройство как «духовную смерть» и ставил её на первое место, телесную смерть рассматривал как «вторую смерть», упомянутую в библейской книге Откровения 2:11.
Работа Кэлхуна с крысами отражена в творчестве журналиста и писателя Роберта О’Брайена, написавшего детскую книгу «Миссис Фрисби и крысы НИПЗ» (англ. Mrs. Frisby and the Rats of NIMH, 1971), по которой в 1982 году был снят анимационный фильм «Секрет крыс».

## Применимость к людям
Теорию учёного подвергали критике на том основании, что эксперимент, проведённый на крысах, не может распространяться на людей и не будет работать в человеческом обществе. Психолог Джонатан Фридман в 1975 году провёл, в свою очередь, серию экспериментов с учениками старших классов и студентами университетов, чтобы определить, какое влияние может оказать плотность населения и может ли она изменить поведение. В ходе эксперимента фиксировались уровни стресса, дискомфорта, агрессивности, конкурентоспособности и общего неприятного ощущения. Психолог заявил, что не обнаружил заметных негативных последствий. Большинство исследователей отмечает, что «работа Калхуна была не о том, как плотность населённости животных оказывает влияние на физическое состояние, не о количестве индивидов на квадратную единицу площади, а о степени социального взаимодействия».